# Blowin' Away
Albums de Joan Baez
Gulf Winds
(1976) Honest Lullaby
(1979)
Blowin' Away est un album de Joan Baez sorti en 1977, et son premier chez Portrait Records après son départ de A&M.

## Titres
Toutes les chansons sont écrites et composées par Joan Baez, sauf mention contraire.
| 1. | Sailing                | Gavin Sutherland (en)       | 4:21 |
| 2. | Many a Mile to Freedom | Steve Winwood, Anna Capaldi | 2:55 |
| 3. | Miracles               |                             | 5:21 |
| 4. | Yellow Coat            | Steve Goodman               | 3:36 |
| 5. | Time Rag               |                             | 5:21 |

| 6.  | A Heartfelt Line or Two     |                 | 3:21 |
| 7.  | I'm Blowin' Away            | Eric Kaz        | 3:17 |
| 8.  | Luba the Baroness           |                 | 7:04 |
| 9.  | The Altar Boy and the Thief |                 | 3:28 |
| 10. | Cry Me a River              | Arthur Hamilton | 3:00 |

## Musiciens
- Joan Baez : chant, guitare